# كاتيا مان
كاتيا مان (بالألمانية: Katia Mann) هي كاتِبة ألمانية، ولدت في 24 يوليو 1883 في فيلدافينغ في ألمانيا، وتوفيت في 25 أبريل 1980 في كيلكبيرغ في سويسرا. كانت كاتيا أصغر طفلة والابنة الوحيدة (من بين أربعة أبناء) لعالم الرياضيات والفنان اليهودي الألماني ألفريد برينغشيم وزوجته هيدويغ برينغشيم، التي كانت ممثلة في برلين قبل زواجها. كانت كاتيا أيضًا حفيدة الكاتبة والناشطة في مجال حقوق المرأة هيدويغ دوم. كان شقيقها التوأم كلاوس قائد أوركسترا وملحنًا وكاتبًا موسيقيًا ومعلمًا موسيقيًا، ونشط في ألمانيا واليابان. تزوجت بالكاتب توماس مان.

## وصلات خارجية
- كاتيا مان على موقع IMDb (الإنجليزية)
- كاتيا مان على موقع مونزينجر (الألمانية)